# Evolution (Taurus)
Evolution is een verzamelalbum van Taurus.

## Inleiding
Taurus kende haar piekperiode rond 1980. Het album Illusions of a night gooide hoge ogen bij liefhebbers van de progressieve rock. Een vervolg wilde er maar niet komen omdat de interesse van de muziekwereld veranderd was. Er kwamen alleen terugblikken en dan nog het album On a journey, dat bijna niets meer met het genre van doen had. In 1999 volgde dan de laatste stuiptrekking Evolution. Het album viel nauwelijks meer op, de naam Taurus zei vrijwel niemand meer iets (op progarchives nam niemand de moeite om het een recensie of waardering te geven). Ook Dutch Progressieve Rock Pages kwam niet verder dan “for prog-history freaks only” 
In 2018 volgde van Dennis Plantenga de biografie De Haarlemse progrockband Taurus (Uitgeverij Elikser).

## Musici
- zang: Martin Scheffer, John Philippo
- achtergrondzang: John Philippo, Martin Sheffer, Abby Lumsden, Ellen Martens, Zandvoort Mennenkoor
- toetsen: Rob Spierenburg (inclusief mellotron), John Philippo, Frans van Steijn, Jos Schild
- gitaren: Martin Scheffer, Willem van Eijk, Spike Wolters, John Philippo
- basgitaar: Jos Schild, Piet Traanberg
- drumstel, percussie: Dennis Pantenga, Rex Stulp, Roy Darman
- percussie (ook electronisch): Jos Schild, John Phlippo, Roy Darman, Frans van Steijn
- saxofoon: John Phlippo

in het dankwoord duikt een andere musicus op: Theo de Jong, heel even als invaller bij Taurus werkzaam.

## Muziek
| Nr. | Titel               | Duur |
| --- | ------------------- | ---- |
| 1.  | Sutton              | 1:24 |
| 2.  | The boatman         | 6:44 |
| 3.  | Farmer's battle     | 2:58 |
| 4.  | One for the kingdom | 9:20 |
| 5.  | Barbara             | 1:18 |
| 6.  | Undiscovered        | 3:02 |
| 7.  | Survival            | 4:52 |
| 8.  | La croze            | 1:48 |
| 9.  | Back on the street  | 5:14 |
| 10. | Alway be around     | 2:52 |
| 11. | So long Christi-Ann | 4:35 |
| 12. | On a journey        | 3:40 |
| 13. | Hangin’ ‘round      | 3:43 |
| 14. | Friends for life    | 3:34 |
| 15. | Come to yourself    | 3:04 |